# Sandweiler
Sandweiler − miejscowość i gmina (gemeng / commune / Gemeinde) w południowo-zachodnim Luksemburgu, w kantonie Luksemburg. Do 3 października 2015 gmina leżała w dystrykcie Luksemburg. Siedziba administracyjna gminy znajduje się w miejscowości Sandweiler. Liczy 3751 mieszkańców (1 stycznia 2023). 

## Podział administracyjny
Do gminy należy siedem miejscowości, w tym dwa (Uertschaft) oraz pięć lieu-dit:
1. Bireler Barrière, lieu-dit
2. Bireler Haff, lieu-dit
3. Birelergrund (Bireler Gronn), lieu-dit
4. Findel
5. Grevelscheuer (Greiwelscheier)
6. Neumühle (Neimillen), lieu-dit
7. Sandweiler